# Orazly Annageldiýew
Orazly Annageldiýew (russisch Оразли Бердылиевич Аннагельдыев, beim Weltschachverband FIDE Orazly Annageldyev; * 20. März 1960 in Aşgabat) ist ein turkmenischer Schachspieler.
Er spielte für Turkmenistan bei fünf Schacholympiaden: 1992 bis 2000.
Einmal spielte er für die Turkmenische SSR bei den sowjetischen Mannschaftsmeisterschaften 1991.
Im Jahr 1992 wurde er Internationaler Meister, seit 2005 trägt er den Titel Großmeister und seit 2014 auch den Titel FIDE-Schiedsrichter. Bei der Frauen-Schacholympiade 2016 zum Beispiel war er einer der Hauptschiedsrichter. Seine höchste Elo-Zahl war 2503 im Januar 2001.
| Hier fehlt eine Grafik, die leider im Moment aus technischen Gründen nicht angezeigt werden kann. Wir arbeiten daran! |